# خارپشت هیو
خارپشت هیو (نام علمی: Mesechinus hughi) نام یک گونه از سرده جوجه‌تیغی‌های دشتی است.